# رنیم(VII) اکسید
اکسید رنیوم(VII) (به انگلیسی: Rhenium(VII) oxide) با فرمول شیمیایی O۷Re۲ یک ترکیب شیمیایی است. که جرم مولی آن 484.410 g/mol می‌باشد. شکل ظاهری این ترکیب، پودر بلورین زرد است.